# Just Be a Man About It
Just Be a Man About It è un singolo discografico della cantante statunitense Toni Braxton, pubblicato nel 2000.

## Il brano
Il brano è stato scritto da Toni Braxton, Johntá Austin, Teddy Bishop e Bryan-Michael Cox e prodotto da Teddy Bishop. Esso è stato estratto dal terzo album in studio di Toni Braxton The Heat.

## Tracce
- DVD

1. Just Be a Man About It (music video)
2. Spanish Guitar (music video)

## Video
Il videoclip della canzone è stato diretto da Bille Woodruff e vede la partecipazione di Dr. Dre e Q-Tip.

## Classifiche
| Classifica (2000) | Posizione massima |
| ----------------- | ----------------- |
| Stati Uniti       | 32                |